# Leo Vinci

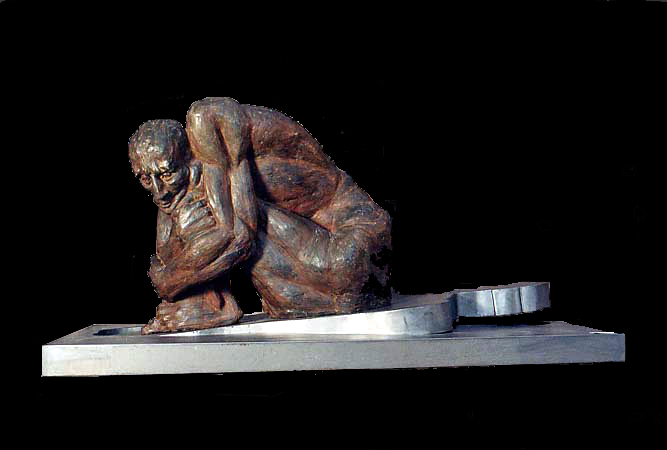
¿Hacia dónde? de Leo Vinci

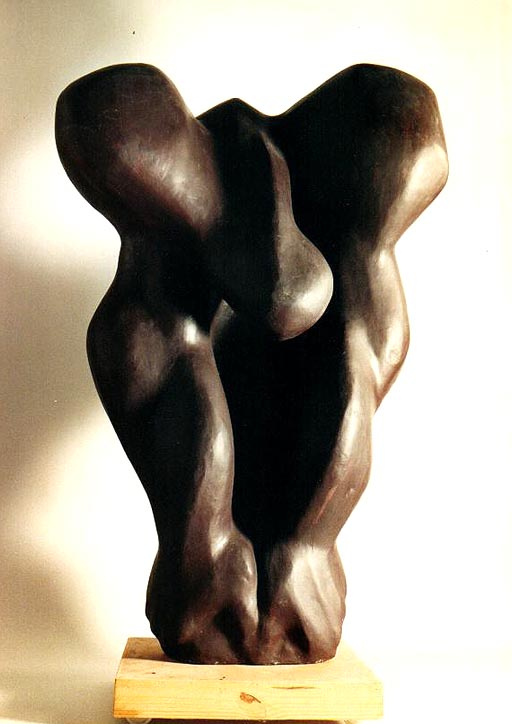
Ensimismo de Leo Vinci

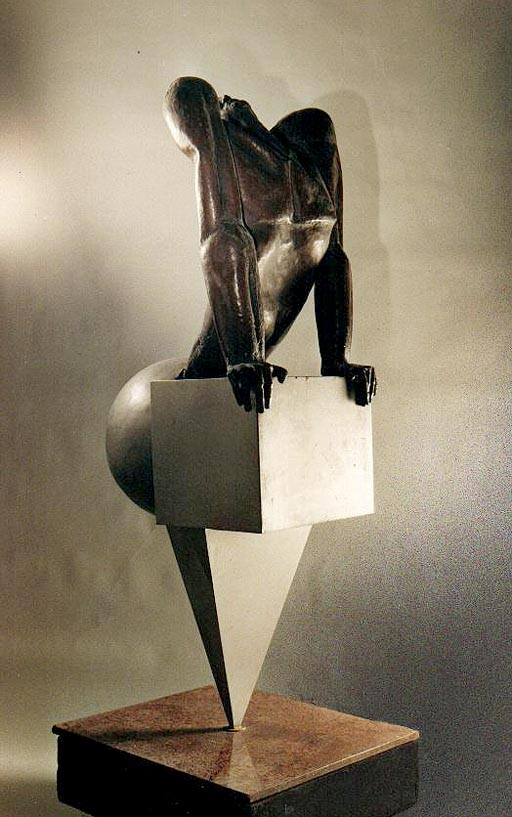
Emergiendo de Leo Vinci

Leonardo Dante Vinci, conocido como Leo Vinci (Barracas, Buenos Aires, 1931) es un escultor argentino.

## Biografía
Egresó de las Escuelas Nacionales de Bellas Artes Manuel Belgrano y Escuela Nacional de Bellas Artes Prilidiano Pueyrredón, y de la Escuela Superior de Bellas Artes de la Nación Ernesto de la Cárcova. Patrocinado por el Fondo Nacional de las Artes, realizó un viaje de estudios por España, Italia, Suiza y Francia. 
Participó en el Grupo del Sur, formado en 1959 junto con Aníbal Carreño, Carlos Cañás, Ezequiel Linares, Reneé Morón y Mario Loza. Esta agrupación tuvo relevante actuación en Argentina y el extranjero, bautizada por el crítico de arte argentino Rafael Squirru y celebrada por André Malraux y Lionello Venturi hacia 1960.
El mismo André Malraux gestionó el viaje del Grupo del Sur, del cual Leo Vinci era el único escultor, a Europa.
Es profesor de dibujo y de escultura egresado de la Escuela Nacional de Bellas Artes Prilidiano Pueyrredón y de la Escuela Superior de Bellas Artes "Ernesto de la Cárcova".
Ejerció la docencia entre 1962 y 1976, año en el que fue dejado cesante en sus cargos de profesor en las escuelas oficiales de Bellas Artes, por las autoridades de la dictadura militar. 
A partir de ese momento realizó obras como "Ausencia", "Hacia dónde", "Sólo la sombra" o "El que no está", vinculadas con las víctimas del terrorismo de Estado.
En 1987 fue cofundador y vicepresidente de Fundart, Fundación para la Integración de las Artes.
En 1989 es seleccionado para ubicar una obra de gran tamaño en forma definitiva, en uno de los patios de la Casa Rosada.
Posee el taller de escultura más grande de Latinoamérica al que concurren becarios argentinos y extranjeros.
Se han ocupado de su obra: Rafael Squirru, Romualdo Brughetti, Taverna Yrigoyen, Aldo Galli, César Magrini, Jorge Feinsilver, Eduardo Baleari, Córdoba Ituburu, Manuel Mujica Lainez, Rosa Facaro, Espartaco, Raúl Vera Ocampo, Salvador Linares, Osiris Quierico, Ernesto Schoo, Sara Guerra, Bárbara Bustamante.

## Obra
Realizó más de 30 exposiciones individuales y 80 exposiciones colectivas en la Argentina y el exterior. 
Entre sus obras se destacan:
- el Monumento al Inmigrante, en la Ciudad de Arrecifes (Buenos Aires), inaugurado en 1983;
- escultura de gran tamaño ubicada permanentemente en los patios de la Casa Rosada.
- mural La Hermandad de los Pueblos de 41 metros ubicado en sobre los pilotes de protección de la Sociedad Hebraica Argentina (Sarmiento 2233, Buenos Aires), inaugurado en 2006.

Obras de Leo Vinci se encuentran expuestas permanentemente en paseos y museos de Argentina, Uruguay, Brasil, Colombia, Estados Unidos, España, Italia, Alemania, Francia, Bélgica, Japón y Australia.
En 2007 fue seleccionado para realizar el Monumento a Benito Quinquela Martín que será emplazado frente al museo que lleva su nombre en el barrio porteño de La Boca.

## Distinciones
Entre otras distinciones obtuvo:
- 1997 - Declarado Ciudadano Ilustre de la Ciudad de Buenos Aires
- 1996 - Primer Premio Salón Municipal Manuel Belgrano, Museo Eduardo Sívori.
- 1990 - Premio Espíritu de Grecia otorgado por la Embajada Griega en Argentina.
- 1987 - Gran Premio de Honor, LXXVI Salón Nacional de Artes Visuales.

- 1996 - Primer Premio Salón Municipal Manuel Belgrano, Museo Eduardo Sívori, Buenos Aires.
- 1990 - Premio El Espíritu de Grecia otorgado por la Embajada griega en Argentina.
- 1987 - Gran Premio de Honor, LXXVI Salón Nacional de Artes Visuales.
- 1987 - Tercer Premio Salón Manuel Belgrano, Museo E. Sívori, Capital Federal.
- 1981 - 1º Premio de Escultura Salón Nacional de Artes Plásticas.
- 1976 - 2º Premio de Escultura Salón Nacional de Artes Plásticas.
- 1971 - Premio Adquisición Instituto Nacional de Vitivinicultura en la Exposición Cinzano de la Escultura.
- 1965 - Mención de Honor en el Salón Nacional de Artes Plásticas.

- En 1983 se inaugura su Monumento al Inmigrante, en la ciudad de Arrecifes, provincia de Buenos Aires

- En 1987 es cofundador y vicepresidente de Fundart, Fundación dedicada a la integración de las artes

- En 1989 es seleccionado para ubicar una obra de gran tamaño en forma definitiva, en uno de los patios de la Casa Rosada